# Малый Кухтур
Малый Кухтур (баш. Кесе Ҡотҡор)— река в России, протекает по Белорецкому району республики Башкортостан. Длина реки составляет 16 км.
Начинается между хребтом Большой Карагас и горой Евлук. Течёт в южном направлении по межгорной долине, поросшей берёзово-осиновым лесом. Оставляет справа хребет Малый Карагас и гору Рудная Шишка, слева — горы Лиственную и Широкую Шишку. Устье реки находится в 5,8 км по левому берегу реки Кухтур.

## Данные водного реестра
По данным государственного водного реестра России относится к Камскому бассейновому округу, водохозяйственный участок реки — Белая от водомерного поста Арский Камень до Юмагузинского гидроузла, речной подбассейн реки — Белая. Речной бассейн реки — Кама.
Код объекта в государственном водном реестре — 10010200212111100017126.